# La màscara de cera
La Màscara de cera (títol original: M. D. de C. - Maschera di cera) és una pel·lícula de terror  franco-italiana, dirigida per Sergio Stivaletti, estrenada el 1997. Ha estat doblada al català.

## Argument
París, any 1900. Una parella és brutalment assassinada per un home emmascarat, que extreu els cors de tots dos cossos. L'únic testimoni, la filla de la parella. Anys més tard, la jove ingressa com a empleada en un museu de cera de Roma que recrea escenes de crims. El 1912, estranys esdeveniments hi tenen lloc. Després que un jove es trobat mort, totes les persones que van a observar massa a prop les estàtues de cera ultra-realistes, comencen a desaparèixer sense mai deixar traça.

## Repartiment
- Daniele Auber
- Gianni Franco: l'inspector Palazzi
- Robert Hossein: Boris Volkoff
- Gabriella Giorgetti: la tia de Sonia
- Romina Mondello: Sonia Lafont
- Riccardo Serventi Longhi: Andrea
- Umberto Balli: Alex

## Altres pel·lícules
- El 1924, El Gabinet de figures de cera de Leo Birinsky i Paul Leni,
- El 1933, Màscares de cera de Michael Curtiz.
- El 1953, Els crims del museu de cera, remake de la pel·lícula de 1933 feta en relleu estereoscòpic per André De Toth amb Vincent Price en el paper del professor.
- El 2005, La casa de cera de Jaume Collet-Serra (de la qual només el lloc on l'acció es desenvolupa és comú amb la pel·lícula original).